# Hlubočepy
Hlubočepy est un quartier pragois situé dans le sud-ouest de la capitale tchèque, appartenant à l'arrondissement de Prague 5, d'une superficie de 607,0 hectares est un quartier de Prague. En 2015, la population était de 22 466 habitants.
La première mention écrite de Hlubočepy date du 1257. La ville est devenue une partie de Prague en 1922.